# HMS Exeter (1763)
HMS Exeter (1763) — 64-пушечный линейный корабль 3 ранга Королевского флота, головной корабль одноименного типа. Заказан 13 января 1761. Спущен на воду 26 июля 1763 года на частной верфи Henniker в Чатеме. Третий корабль, названный в честь города Эксетер.

## Служба
1773 — капитан Мэтью Мур (англ. Matthew Moore), брандвахта в Портсмуте.
Участвовал в Американской революционной войне.
1778 — капитан Ричард Кинг (англ. Richard King). Был у острова Уэссан.
1779 — тот же капитан. 7 марта ушел в Ост-Индию с эскадрой сэра Эдварда Хьюза, флагман HMS Superb. По прибытии туда, как старший капитан Кинг был произведен в коммодоры; капитан Генри Рейнольдс (англ. Henry Reynolds) принял Exeter. Был в основных боях ост-индской кампании: у Садраса, Провидиене, Негапатаме, Тринкомали (где капитан был убит) и Куддалоре.
17 февраля 1782 года в бою у Садраса между французской эскадрой контр-адмирала Сюффрена и английской контр-адмирала Э. Хьюза 64-пушечный линейный корабль Exeter шёл в арьергарде и не примкнул к английской линии кордебаталии. В результате произведенного французами манёвра охвата арьергарда англичан Exeter был окружен сразу тремя неприятельскими кораблями. В конце боя корабль был совершенно разбит и едва держался на плаву, но продолжал отвечать огнём, его командиру, коммодору Ричарду Кингу, доложили о приближении ещё двух французских кораблей и спросили, что делать. Кинг невозмутимо ответил: «Сражаться, пока наш корабль не потонет…» Exeter продолжил неравный бой и противник отступил перед доблестью его экипажа.
Признан немореходным и сожжен в 1784 году в районе мыса Доброй Надежды.